# Dievčenská skala

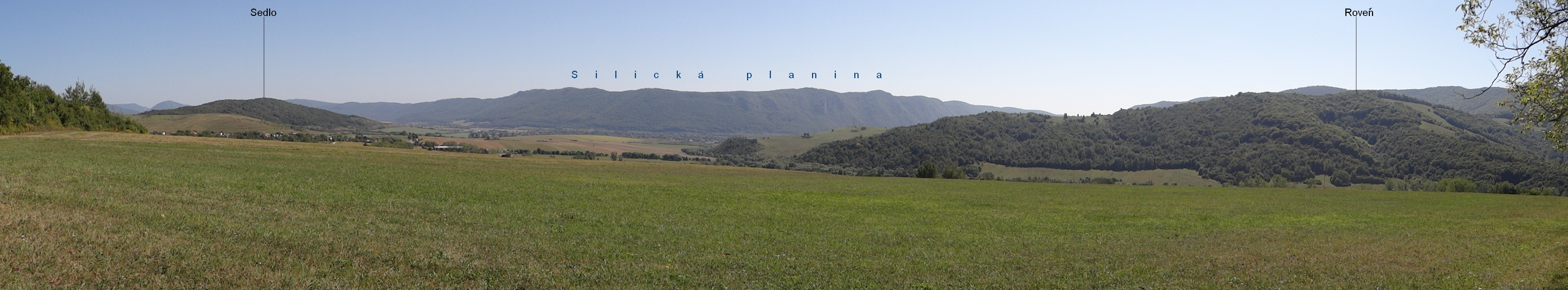
Północna krawędź Płaskowyżu Silickiego od strony Kotliny Rożniawskiej; Dievčenská skala (z masztem nadajnika) nieco na lewo od litery „S”

Dievčenská skala (też: Dievčia skala; 660 m n.p.m.) – jeden z najwyższych „szczytów” Płaskowyżu Silickiego w Krasie Słowacko-Węgierskim na Słowacji.
Wznosi się na północnej krawędzi płaskowyżu, bezpośrednio ponad wsią Jovice i położoną nieco dalej na północ Rożniawą. Ma formę dwóch kulminacji równej wysokości, odległych od siebie o ok. 200 m i rozdzielonych dobrze widoczną od północy, głęboką przełączką. Po stronie południowej Dievčenská skala podnosi się dość łagodnie na wysokość ok. 50-60 m ponad poziom płaskowyżu, natomiast po stronie północnej opada bardzo stromo ok. 350 m do doliny potoku Čremošná, z czego górne 100-120 m stanowią urwiska skalne, rozcięte głębokim żlebem opadającym spod wspomnianej przełączki.
Partie szczytowe skały budują jasnoszare, masywne wapienie tzw. wettersteinskie ze środkowego i młodszego triasu, będące głównym budulcem Płaskowyżu Silickiego. W skalistych zerwach poniżej dostrzeżemy również środkowotriasowe, szare, warstwowane dolomity ramsauskie. Najniższe, mniej skaliste partie zboczy budują oprócz wapieni i lokalnie dolomitów głównie margliste i piaszczyste łupki, pochodzące ze starszego triasu.
Cały masyw jest zalesiony. Leży w granicach Parku Narodowego Kras Słowacki.
Na zachodnim wierzchołku znajduje się wysoki na 57 m stalowy maszt nadajnika radiowo-telewizyjnego. Wierzchołek wschodni, w formie ambony skalnej wysuniętej ku północy, jest doskonałym punktem widokowym w kierunku północnym. Panorama obejmuje całą Kotlinę Rożniawską, którą od wschodu ograniczają Góry Wołowskie, a od zachodu – Plešivská planina. Na lewo od masywu Tureckiej widoczny jest szczyt Kráľovej holi w Niżnych Tatrach, a na prawo przy sprzyjających warunkach atmosferycznych – prawie cały łańcuch Tatr Wysokich.
Wspomniany maszt nadajnika radiowo-telewizyjnego, wznoszący się wysoko ponad otaczające drzewa, jest dobrym punktem orientacyjnym dla wędrujących po południowych, odlesionych części płaskowyżu. Z rozdroża Pod Dievčenskou skalou na wierzchołek wschodni wiedzie znakowany, bocznikowy szlak od szlaku zielonego na odcinku Lukáčova bučina – Škridlový košiar.